# Rosennock
Rosennock är ett berg i Österrike.   Det ligger i distriktet Spittal an der Drau och förbundslandet Kärnten, i den centrala delen av landet, 250 km sydväst om huvudstaden Wien. Toppen på Rosennock är 2 440 meter över havet.
Terrängen runt Rosennock är kuperad åt nordost, men åt sydväst är den bergig. Närmaste större samhälle är Radenthein, 8,5 km söder om Rosennock. 
Trakten runt Rosennock består i huvudsak av gräsmarker. Runt Rosennock är det ganska glesbefolkat, med 29 invånare per kvadratkilometer.